# Эрман, Джон
Джон Эрман (англ. John Erman, род. 3 августа 1935 – 25 июня 2021) — американский телережиссёр, актёр и продюсер.

## Фильмография

### Режиссёр
- 1963 — Кошмар (За гранью возможного, 1963) / The Outer Limits: Nightmare
- 1978 — Ребёнок из стекла / Child of Glass
- 1984 — Трамвай «Желание» A Streetcar Named Desire
- 1985 — Ранний мороз / An Early Frost
- 1988 — Мансарда: Укрытие Анны Франк[англ.]
- 1994 — Уроки дыхания / Breathing Lessons
- 1994 — Скарлетт (мини-сериал) / Scarlett
- 2001 — Виктория и Альберт (телесериал) / Victoria & Albert
- 2006 — Свечи на Бей стрит / Candles on Bay Street